# Shihe Shuiku
Shihe Shuiku (kinesiska: 石河水库) är en reservoar i Kina. Den ligger i provinsen Guangdong, i den södra delen av landet, omkring 200 kilometer sydväst om provinshuvudstaden Guangzhou. Shihe Shuiku ligger 10 meter över havet. Arean är 1,9 kvadratkilometer. Omgivningarna runt Shihe Shuiku är en mosaik av jordbruksmark och naturlig växtlighet. Den sträcker sig 3,7 kilometer i nord-sydlig riktning, och 2,7 kilometer i öst-västlig riktning.
Genomsnittlig årsnederbörd är 2 211 millimeter. Den regnigaste månaden är juli, med i genomsnitt 372 mm nederbörd, och den torraste är januari, med 25 mm nederbörd.